# Beth Fowler
Pour les articles homonymes, voir Fowler.
Beth Fowler, née le 1er novembre 1940 à Jersey City dans le New Jersey, est une actrice et chanteuse américaine.

## Filmographie
- 1991 : In the Line of Duty: Manhunt in the Dakotas (téléfilm) : Joan Kahl
- 1992 : Sister Act : une nonne de la chorale
- 1993 : New York, police judiciaire (Law & Order) (série télévisée) : madame Wrenn
- 1993 : Sister Act, acte 2 : une nonne de la chorale
- 1995 : Beauty and the Beast: The Broadway Musical Comes to L.A.
- 1998 : Mulan : une baigneuse (voix)
- 2000 : Ed (série télévisée) : la maman de Molly
- 2001 : Friends and Family (en) : madame Torcelli
- 2006 : New York, section criminelle (Law & Order: Criminal Intent) (série télévisée) : Margaret Collo
- 2008 : Back to Me (court métrage) : Beth
- 2009 : Did You Hear About the Morgans? : Ma Simmons
- 2010 : The Extra Man : Ms. Marsh
- 2011 : Silhouette : Paige
- 2011 : I Don't Know How She Does It : la secrétaire de Clark
- 2007-2012 : Gossip Girl (série télévisée) : la maîtresse de cérémonie
- 2013-2016 : Orange Is the New Black (série télévisée) : sœur Jane Ingalls (32 épisodes)